# Buster Larsen
Axel Landing Larsen kendt som Buster Larsen (født 1. september 1920 i København, død 18. december 1993 smst) var en dansk skuespiller, der nu især er kendt fra tv-serierne Cirkus Buster (foreviget som spillefilm i 1961) og Matador, hvor han spillede den joviale grisehandler Larsen.

## Liv og karriere
Buster Larsen var søn af skibstømrer Lauritz Landing Larsen og Gerda Almida Lindahl. Allerede som seksårig fik han en lille (ukrediteret) rolle i Fy og Bi-filmen Don Quixote, og han debuterede som 12-årig på Nørrebros Teater i 1932. Én af hans sange fra det år kan høres på en cd i serien Den Danske Revy. Det blev til adskillige roller i barndommen, inden han gennemførte skuespilleruddannelsen ved Det Kongelige Teaters elevskole i 1942.
Buster Larsens store gennembrud kom med tv-serien Cirkus Buster, der blev sendt i perioden 1959-61. Denne serie præsenterede folkelig underholdning med Larsen som "cirkusdirektør". Han er også kendt fra flere andre tv-roller, bl.a. som Thomas i Leif Panduros "Farvel Thomas" fra 1968, ligesom hans medvirken i satireserien Hov-hov fra 1960'erne og især hans tilbagevendende figur i form af en vred middelklassedansker, der kommenterede aktuelle forhold og altid afsluttende med udbruddet "Lorteland!" kan nævnes. I samme programserie parodierede han også Cleo, Erhard Jacobsen, Simon Spies og John Price.
Larsens gennemgående rollefigur var den lille mand, der betragtede verden, og det drev ham ind i alle underholdningsbranchens afkroge. Som et eksempel fra teatret kan nævnes hans fortolkning af titelfiguren i Jeppe på bjerget fra 1971. Han spillede også Jeppe i Kaspar Rostrups filmatisering af samme stykke fra 1981, hvilket indbragte ham Bodilprisen for bedste mandlige hovedrolle. Det blev til en lang række teaterroller og revydeltagelse, ikke mindst i Stig Lommers Hornbækrevyen samt Cirkusrevyen. Han var en skattet visesanger, både med revyviser og materiale fra andre sammenhænge.
Buster Larsen var gift to gange: Med skuespilleren Aase Norre 1943-53 (parret fik et barn) og danserinden Lizzie Ingemann fra 1955 frem til sin død (parret fik tre børn). Endvidere var han far til Hannah Bjarnhofs søn Michael Bjarnhof.

## Filmografi
Blandt de film han medvirkede i kan nævnes:
| År   | Titel                             | Rolle                      | Noter |
| ---- | --------------------------------- | -------------------------- | ----- |
| 1926 | Don Quixote                       |                            |       |
| 1933 | De blaa Drenge                    |                            |       |
| 1943 | Ebberød Bank                      |                            |       |
| 1943 | Møllen                            |                            |       |
| 1944 | Guds mærkelige veje               |                            |       |
| 1944 | Otte akkorder                     |                            |       |
| 1944 | Familien Gelinde                  |                            |       |
| 1945 | Den usynlige hær                  |                            |       |
| 1946 | Hans store aften                  |                            |       |
| 1947 | Når katten er ude                 |                            |       |
| 1948 | Tre år efter                      |                            |       |
| 1949 | Lejlighed til leje                |                            |       |
| 1949 | Berlingske Tidende                |                            |       |
| 1951 | Fodboldpræsten                    |                            |       |
| 1952 | Rekrut 67 Petersen                |                            |       |
| 1953 | Ved Kongelunden                   |                            |       |
| 1954 | I kongens klæ'r                   |                            |       |
| 1955 | Ild og Jord                       |                            |       |
| 1955 | Det var på Rundetaarn             |                            |       |
| 1956 | Hvad vil De ha'?                  |                            |       |
| 1956 | Færgekroen                        |                            |       |
| 1957 | Tag til marked i Fjordby          |                            |       |
| 1957 | Skarpe skud i Nyhavn              |                            |       |
| 1957 | Lån mig din kone                  |                            |       |
| 1958 | Pigen og vandpytten               |                            |       |
| 1959 | Pigen i søgelyset                 |                            |       |
| 1959 | Vi er allesammen tossede          |                            |       |
| 1961 | Cirkus Buster                     |                            |       |
| 1962 | Duellen                           |                            |       |
| 1962 | Den kære familie                  |                            |       |
| 1963 | Don Olsen kommer til byen         |                            |       |
| 1963 | Hvad med os?                      |                            |       |
| 1964 | Når enden er go'                  |                            |       |
| 1967 | Jeg - en marki                    |                            |       |
| 1968 | Stormvarsel                       |                            |       |
| 1969 | Damernes ven                      |                            |       |
| 1969 | Mordskab                          |                            |       |
| 1971 | Med kærlig hilsen                 |                            |       |
| 1971 | Far til fire i højt humør         |                            |       |
| 1971 | Hovedjægerne                      |                            |       |
| 1976 | Kassen stemmer                    |                            |       |
| 1976 | Olsen-banden ser rødt             | køkkenchef                 |       |
| 1977 | Hærværk                           |                            |       |
| 1979 | Olsen-banden overgiver sig aldrig | gendarm I EFs hovedkvarter |       |
| 1980 | Attentat                          |                            |       |
| 1981 | Jeppe på bjerget                  | titelrollen                |       |
| 1982 | Hjem                              |                            |       |
| 1982 | Det parallelle lig                |                            |       |
| 1983 | Kurt og Valde                     |                            |       |
| 1984 | Midt om natten                    |                            |       |
| 1984 | Busters verden                    |                            |       |
| 1987 | Pelle Erobreren                   | Ole Køller                 |       |
| 1989 | Retfærdighedens rytter            |                            |       |
| 1991 | Krummerne                         | Viceværten Svendsen        |       |
| 1992 | Krummerne 2 - Stakkels Krumme     | Viceværten Svendsen        |       |